# 喬治秋山
喬治秋山（日语：／ Jōji Akiyama、1943年4月27日—2020年5月12日），日本漫畫家。本名為秋山勇二（／ Akiyama Yūji）。
因其許多作品中涉及爭議和煽動性話題而聞名。他出生於五個兄弟姐妹的第二個男孩。他有一個哥哥和姐姐，還有弟弟和妹妹。他的父親是韓國人，是一名人造花工匠。